# Paul Karl Schumann
Paul Karl Schumann (data urodzenia nieznana, zm. po 29 czerwca 1951) – zbrodniarz nazistowski, jeden z funkcjonariuszy SS, którzy pełnili służbę w niemieckich obozach koncentracyjnych.
W latach 1938–1945 pełnił służbę w obozach Sachsenhausen i Flossenbürg. Miał na sumieniu liczne morderstwa więźniów. 29 czerwca 1951 wschodnioniemiecki sąd w Eberswalde skazał Schumanna na karę śmierci za zbrodnie popełnione w obozach koncentracyjnych. O jego dalszym losie nic jednak nie wiadomo. 